# 최윤희 (수영 선수)
최윤희(한국 한자: 崔允喜, 1967년 9월 1일 ~ )는 대한민국의 수영 선수이자 문재인 정부의 문화체육관광부 제2차관이었다.

## 생애
여덟 살 때부터 수영을 시작했다.
1982년 4월 상비군 평가전 여자 배영 100m에서 1분 06초 47로 2년 전 언니 최윤정이 세운 한국 기록을 1.30초 단축하며 생애 첫 대한민국 신기록을 세웠다.
1982년 아시안 게임 여자 배영 200m에서 2분 21초 96으로 아시아 신기록을 세우며 금메달을 땄다. 이어 배영 100m와 개인혼영 200m에서도 각각 아시아 최고 기록을 세우며 우승해 아시안 게임 수영 사상 최초로 3관왕에 올랐다.
1986년 서울 아시안 게임 때는 배영 100m와 200m에서 금메달을 땄고, 그 공로를 인정받아 같은 해 체육훈장 청룡장을 받았다.
2019년 12월 문재인 정부에서 문화체육관광부 제2차관에 임명되었다. 선수 출신으로는 박종길에 이어 두번째다.

## 가족 관계
- 아버지 : 미상
- 어머니 : 미상
- 언니 : 최윤정 (1964년 ~)
- 배우자 : 유현상 (1954년 1월 30일 ~)
  - 장남 : 유동균
  - 차남 : 유호균

## 방송
- KBS1 《TV는 사랑을 싣고》
- SBS 《좋은 아침》

## 성적
- 날짜는 모두 현지 시간이다.
- 범례:  - 국가 신기록(National Record),  - 아시아 신기록(Asia Record)

### 주요 대회 성적
| 날짜             | 종목          | 대회               | 장소                 | 순위 | 기록         | 기타    |
| ---------------- | ------------- | ------------------ | -------------------- | ---- | ------------ | ------- |
| 1982년 4월 13일  | 배영 100m     | 상비군선발평가전   | 서울, 잠실실내수영장 | 1위  | 1분 06초 47  | 생애 첫 |
| 1982년 11월 23일 | 배영 200m     | 1982년 아시안 게임 | 인도 뉴델리          | 1위  | 2분 21초 96  |         |
| 1982년 11월 27일 | 배영 100m     | 1982년 아시안 게임 | 인도 뉴델리          | 1위  | 1분 06초 39] |         |
| 1982년 11월 27일 | 개인혼영 200m | 1982년 아시안 게임 | 인도 뉴델리          | 1위  | 2분 24초 32] |         |

### 개인 최고 기록
| 종목          | 기록        | 날짜             | 대회                                   | 장소            | 기타         |
| ------------- | ----------- | ---------------- | -------------------------------------- | --------------- | ------------ |
| 개인혼영 200m | 2분 29초 71 | 1982년 8월 2일   |                                        | 서울            | 당시         |
| 배영 100m     | 1분 06초 00 | 1982년 9월 17일  | 제1회 대통령기쟁탈전국수영대회(여중부) | 서울 잠실수영장 | 당시         |
| 배영 200m     | 2분 21초 96 | 1982년 11월 23일 | 1982년 아시안 게임                     | 인도 뉴델리     | 금메달, 당시 |